# جاين وارد
جاين وارد (بالإنجليزية: Jane Ward)‏ (30 أبريل 1932 في الولايات المتحدة - ) هي لاعبة كرة طائرة الولايات المتحدة. شاركت في الألعاب الأولمبية الصيفية 1968 والألعاب الأولمبية الصيفية 1964.

## وصلات خارجية
- جاين وارد على موقع أوليمبيديا (الإنجليزية)